# 17805 Švestka
17805 Švestka là một tiểu hành tinh vành đai chính với chu kỳ quỹ đạo là 1898.5345107 ngày (5.20 năm).
Nó được phát hiện ngày 30 tháng 3 năm 1998.